# Flux touristiques
 (avril 2024).
Les flux touristiques sont une notion qui permet d'évaluer les mouvements des touristes sur une zone géographique donnée, de l'échelon local, par exemple au niveau d'un site, jusqu'à l'échelle mondiale.

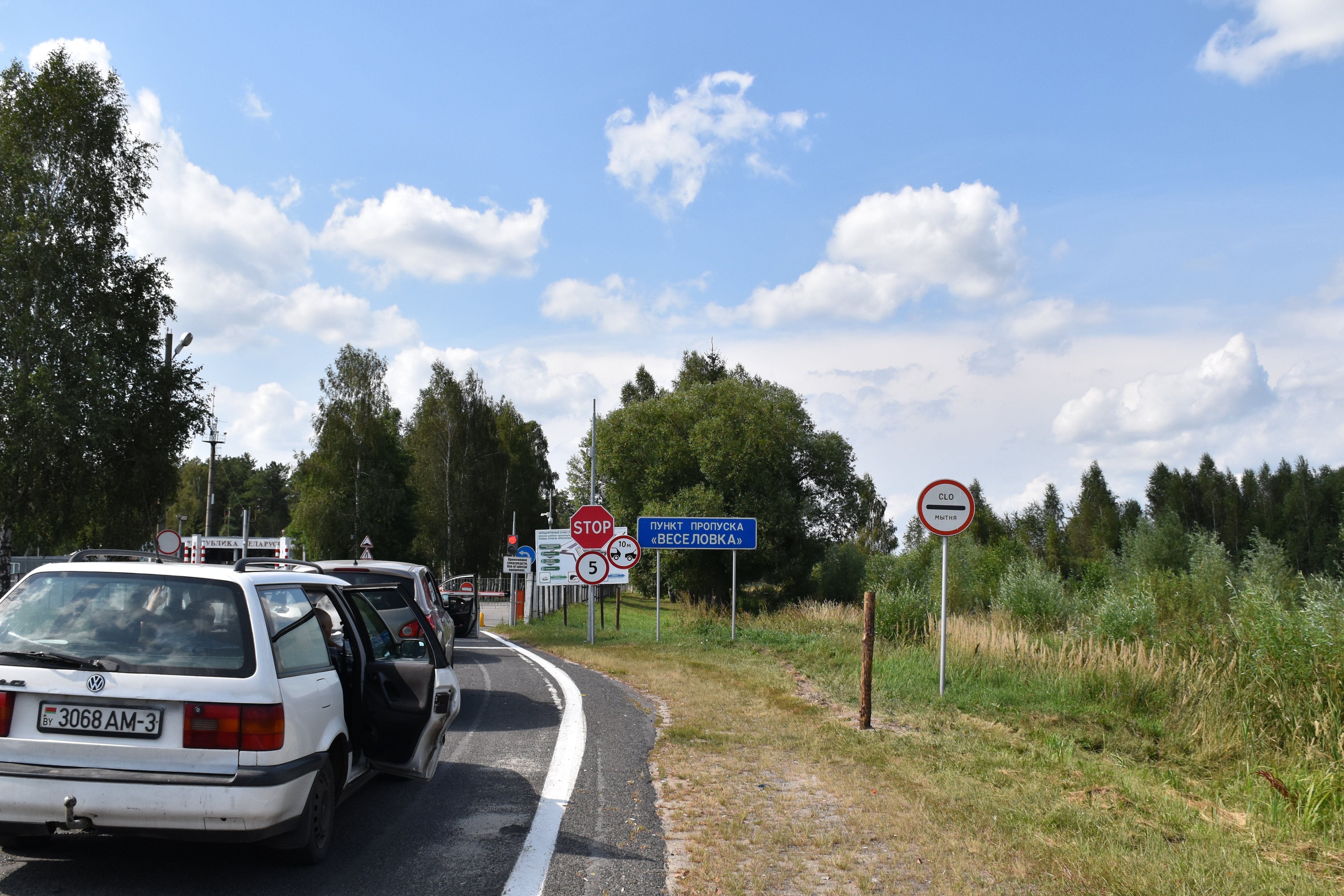
File d'attente de véhicules de tourisme à un poste-frontière.

Ainsi le déplacement du touriste est à la base du phénomène. Les flux touristiques sont des voyages temporaires des touristes dans une zone géographique donnée. Celle-ci peut être mesurée de plusieurs échelons :
- par nombre d'entrées et sorties d'un pays ou d'une région aux limites territoriales
- par nombre de nuitées dans une région ou une localité
- par nombre de visiteurs à la journée dans un parc régional ou un parc touristique

## Analyse des flux touristiques
L'analyse des flux touristiques permet l'évaluation des fréquentations au travers de filtres des mouvements de voyageurs. Elle mesure tous les mouvements de voyageurs à destination et au départ du territoire étudié, quel que soit le mode de transport utilisé. La différence journalière entre entrants et sortants détermine la variation de population présente sur le site. Le cumul de ce solde permet alors de mesurer jour par jour la variation du nombre de personnes présentes sur le site étudié. De plus les résultats produits nous renseignent sur les origines géographiques, les dépenses journalières moyennes, les catégories socio-professionnelles des visiteurs comme sur les types d’hébergement utilisés, les principales activités pratiquées ou toute autre notion jugée pertinente.
La connaissance approfondie des flux touristiques permet de mesurer dans le temps le développement de certaines zones touristiques et ainsi participer à la conception d'aménagements. Pour ce faire, la capacité d'accueil constitue un préalable indispensable à toute politique globale de gestion des flux. Afin d'assurer un développement durable, notamment dans les espaces protégés, il est indispensable de maîtriser les flux touristiques en y organisant l'accueil et la répartition des touristes de façon à garantir la pérennité des sites. Les résultats de ces analyses peuvent être utilisés, par exemple pour permettre d'aménager les axes de communication et ainsi de faciliter les déplacements des personnes, notamment durant les périodes de vacances.
Les flux touristiques ont des conséquences sur l'environnement tels que la pollution et l'augmentation de création des déchets.

## Application en France
D'abord appliquée en Provence-Alpes-Côte d’Azur, la méthodologie des flux a été progressivement adoptée par la plupart des grandes régions touristiques françaises - Aquitaine, Bretagne, Midi-Pyrénées, Languedoc-Roussillon, Rhône-Alpes - autant pour des estimations régionales, départementales que locales.
Dans chacun de ces territoires, les nuitées sont estimées d’une manière régulière et suivie.
À titre d'exemples quelques rapports sur les flux touristiques:
- Fréquentation touristique en Aquitaine - Méthode des flux 2004 PDF
- Finistère - Méthode des flux 2003 PDF
- Provence-Alpes-Côte d'Azur - Évolutions des flux touristiques 2004 PDF